# Paróquia de St. James
A Paróquia de St. James é uma das 64 paróquias do estado americano da Luisiana. A sede da paróquia é Convent, e sua maior cidade é Convent.
A paróquia possui uma área de 668 km² (dos quais 12 km² estão cobertas por água), uma população de 21 216 habitantes, e uma densidade populacional de 33 hab/km² (segundo o censo nacional de 2000). A paróquia foi fundada em 31 de março de 1807.